# Herbert Island
Herbert Island (aleutisch: Chiĝulax̂) ist eine Insel der Aleuten und gehört zu den Islands of Four Mountains. Sie ist fünf Kilometer westlich von Chuginadak Island entfernt.
Die Vulkaninsel von etwa zehn Kilometer Durchmesser erreicht eine Höhe von 1280 Meter. Die höchste Erhebung ist der Herbert-Vulkan mit einer zwei Kilometer breiten Caldera.
Die letzten Ausbrüche des Vulkans liegen vermutlich im frühen Holozän.
Benannt wurde die Insel nach dem US-amerikanischen Politiker Hilary A. Herbert (1834–1919).